# Arción

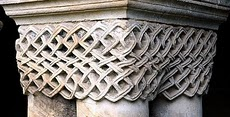
Arción tallado en un capitel.

Arción es un término arquitectónico que designa un ornamento ampliamente utilizado en la Arquitectura medieval. Se trata de un dibujo de líneas enlazadas que, imitando las mallas de las redes, era utilizado por los arquitectos medievales en sus construcciones con fines decorativos, pero también simbólicos. Los maestros constructores y talladores lo empleaban para simbolizar la unidad bajo un principio de estructura y armonía superior. 
Por la complejidad de su elaboración, los arciones solían ser ejecutados por los maestros escultores más destacados. Generalmente se tallaban en los capiteles de las columnas exteriores de las construcciones religiosas.